# 康恩·科里瓦斯
康恩·科里瓦斯（英語：Con Kolivas）是一名澳洲麻醉师。閒暇时，他曾是Linux內核的開發者之一，在排程器上貢獻許多程式碼。

## 生平
科里瓦斯是一位職業麻醉師, 同時也是Linux爱好者，據其本人表示，他剛接觸Linux內核時甚至沒有學習過C語言。他曾開發Linux內核所使用的楼梯调度算法（Staircase Deadline Scheduler）與RSDL（The Rotating Staircase Deadline Schedule）。早期他为Linux kernel编写的补丁都标记為xxx-ck，並由匈牙利程式員英格·蒙內负责审阅。由於林納斯·托瓦茲改採蒙內撰寫的完全公平排程器（CFS）取代Con Kolivas的调度器，並於2.6.23内核采用，出现很大争论。為此科里瓦斯曾一度退出Linux kernel團隊。2007年, 科里瓦斯在《澳大利亚个人电脑》杂志上发表了一篇文章，說明自己为什么退出Linux开发。

### 腦殘排程器
2009年8月31日, 科里瓦斯捲土重來，打造了全新的排程器，並命名為腦殘排程器（BFS）BFS调度器的原理十分简单，是为桌面交互式應用量身打造，使得用戶的桌面環境更為流暢，過去使用CFS編譯內核時，音頻視頻同時出現會出現嚴重的停頓，而使用BFS則沒有這些問題。Android曾經在試驗性的分支，使用BFS作為其操作系統排程器。但是經過測試發現對使用者並沒有明顯的改進，因此並未合入之後發表的正式版本。

### cgminer
2011年7月13日，科里瓦斯又推出一全新軟體，名之為cgminer，用於探勘比特幣和萊特幣等加密電子貨幣